# Pelochrista obscura
Pelochrista obscura is een vlinder uit de familie bladrollers (Tortricidae). De wetenschappelijke naam is voor het eerst geldig gepubliceerd in 1978 door Kuznetsov.
De soort komt voor in Europa.